# Daniel Romano
Daniel Tavis Romano (Welland, Ontario, Canadá), más conocido como Daniel Romano, es un músico, poeta y artista visual canadiense nominado al premio Juno. Ha trabajado principalmente como un artista en solitario, pero también es conocido por pertenecer al grupo Attack in Black y por sus colaboraciones con Julie Doiron y Frederick Squire. También ha producido y actuado con City and Colour.
Romano es también socio en su propio sello discográfico independiente , You've Changed Records, junto a Steve Lambke, exintegrante de los Constantines.
Algunos de su trabajos visuales más reseñables incluyen diseños para M. Ward, Ben Kweller, Ladyhawk y City and Colour. También es un experto marroquinero artesano,  ha diseñado y fabricado correas de guitarra para muchos de su contemporáneos (Kathleen Edwards, Bahamas, Travis Good of the Sadies).
El álbum de Romano de 2011 Sleep Beneath the Willow fue nominado al premio 2011 Polaris Music Prize, y su álbum de 2013, Come Cry With Me fue nominado para el premio 2013 Polaris Music Prize.
If I've Only One Time Askin' fue nominado para el premio Juno en 2016 en la categoría de Álbum Adulto Alternativo del Año.

## Discografía
- Daniel, Fred & Julie (2009)
- Songs For Misha (EP) (2009)
- Workin' for the Music Man (2010)
- Sleep Beneath de Willow (2011)
- Come Cry With Me (2013)
- If I've Only Time Askin' (2015)
- Mosey (2016)
- Ancient Shapes (2016)
- Modern Pressure (2017)
- Finally Free (2018)
- Neverless (2019)
- Human Touch (2019)